# Chiavenna (torrent)
Le Chiavenna (la Ciavëna en dialecte) est un torrent qui court complètement sur le territoire de la province de Plaisance, dans la région d'Émilie-Romagne, en Italie.

## Parcours
La source se trouve à 806 m d’altitude sur le versant nord-oriental du mont Taverne, sur le territoire de la commune de Lugagnano Val d'Arda. Il traverse Chiavenna Rocchetta, hameau de Lugagnano Val d'Arda et le hameau de Vigolo Marchese de Castell'Arquato; Entre successivement dans la commune de Cadeo et près de Roveleto, il reçoit les eaux de l’affluent Chero, de même dimension que le Chiavenna. Après quoi, il traverse le hameau de Chiavenna Landi de la commune de Cortemaggiore, et reçoit juste après le Riglio, puis une fois passé le centre habité de Caorso, se jette à droite dans le fleuve Pô.
Le régime fluvial est typiquement torrentiel et il n’est pas rare qu’en saison estivale le fleuve soit complètement à sec. Le long du val Chiavenna on note la présence de nombreuses calanques, desquelles ont été retirés des fossiles datant de 3,5 et 1,7 million d’années, durent la période géologique du Plaisancien.
Curiosité des langages : le nom du torrent est masculin en langue italienne (il Chiavenna) et devient féminin en dialecte de Plaisance (la Ciavëna).

## Sources
- (it) Cet article est partiellement ou en totalité issu de l’article de Wikipédia en italien intitulé « Chiavenna (torrente) » (voir la liste des auteurs).